# Kalkstein-Weißbauchratte

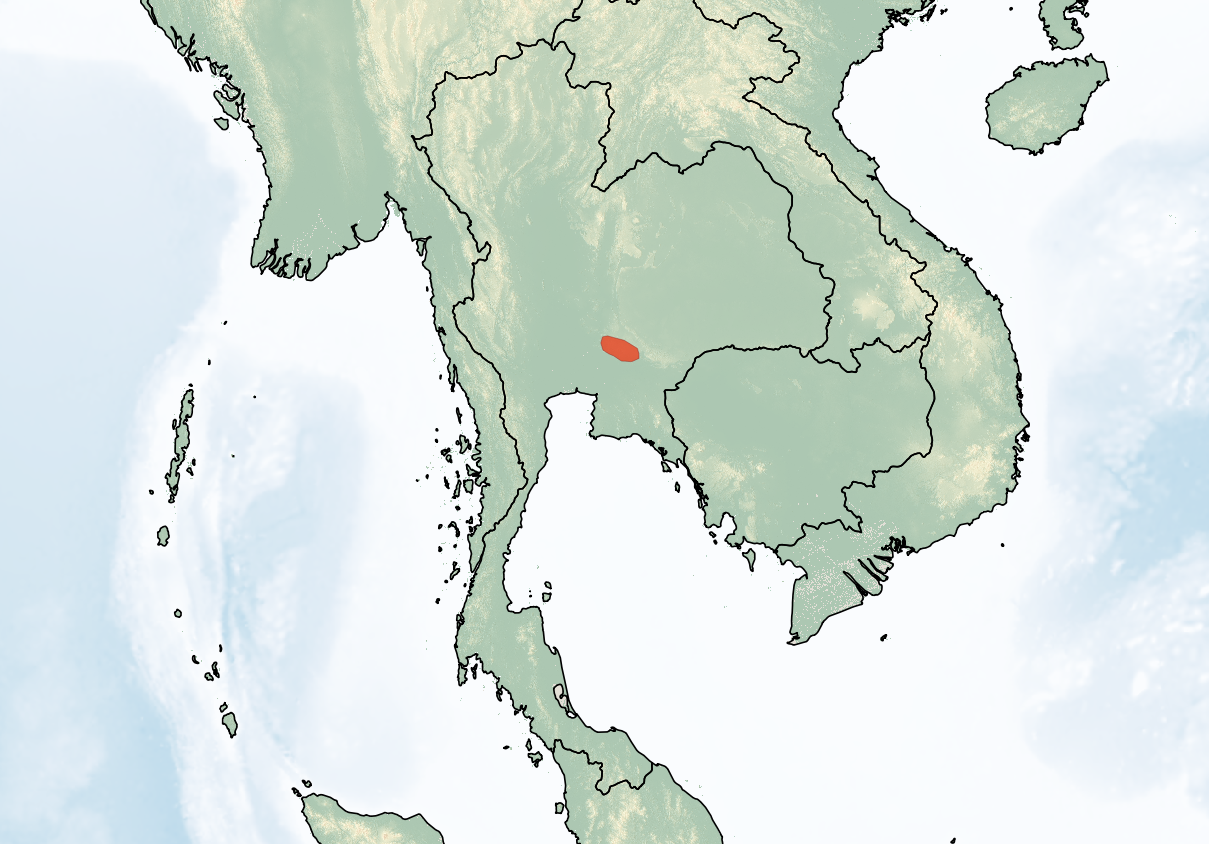
Verbreitungsgebiet der Kalkstein-Weißbauchratte

Die Kalkstein-Weißbauchratte (Niviventer hinpoon) ist ein in Thailand verbreitetes Nagetier in der Gattung der Weißbauchratten. Sie ähnelt der Kastanien-Weißbauchratte (Niviventer fulvescens), hat jedoch eine gelbbraune Unterseite.

## Merkmale
Mit einer Kopf-Rumpf-Länge von 120 bis 160 mm, einem ebenso langen Schwanz sowie mit einem Gewicht von 50 bis 70 g ist die Art ein mittelgroßer Vertreter ihrer Gattung. Sie hat 25 bis 28 mm lange Hinterfüße und 17 bis 21 mm lange Ohren. Im weichen Fell der Oberseite sind einige Stacheln verteilt. Es hat eine dunkle graubraune Farbe mit gelblicher Tönung und die Unterseite ist gelbbraun mit braunen Flecken. Die Aufteilung des Schwanzes in dunkel oberseits und weiß unterseits ist deutlich. Der Kopf ist durch dunkelbraune Ohren und lange Vibrissen gekennzeichnet. Bei den schmalen Füßen ist der fünfte Zeh sehr klein und mit einer Kralle ausgerüstet. Von den paarig angeordneten Zitzen der Weibchen liegen zwei auf der Brust, je zwei kurz vor und hinter der Mittelachse sowie zwei im Leistenbereich.

## Verbreitung und Lebensweise
Die Kalkstein-Weißbauchratte ist nur aus dem Nationalpark Khao Yai und umliegenden Regionen im Süden Thailands bekannt. Das Verbreitungsgebiet ist schätzungsweise 3000 km² groß. Die Exemplare halten sich im Umfeld von Kalksteinfelsen auf, die sich in Wäldern oder Gebüschflächen befinden. Ein Individuum wurde an einem Höhleneingang gefunden.
Vermutlich hält sich die Art, wie andere Weißbauchratten, auf dem Boden auf und sie ist nachtaktiv.

## Gefährdung
Der Bestand ist durch Waldrodungen bedroht. Obwohl die Art in ihrem Territorium recht häufig auftritt, wird sie von der IUCN als stark gefährdet (endangered) gelistet, da ihr Verbreitungsgebiet begrenzt ist.